# 姆祖祖機場
姆祖祖機場，是一個服務於馬拉維北部區首府姆祖祖的機場。

## 設施
機場位於海拔4,115英尺（1,254）。其擁有一條指定為17/35的跑道，瀝青表面尺寸為1,308乘19（4,291乘62英尺）。

## 事故
2024年6月10日，馬拉維副總統索羅斯·奇利瑪乘坐的飛機試圖從利隆圭降落在姆祖祖。由於能見度差，飛機返航並隨後墜毀，機上人員全數罹難。

## 外部鏈結
- NOAA/NWS上FWUU机场的即時天氣